# Jardín Botánico de Cactus Ethel M.

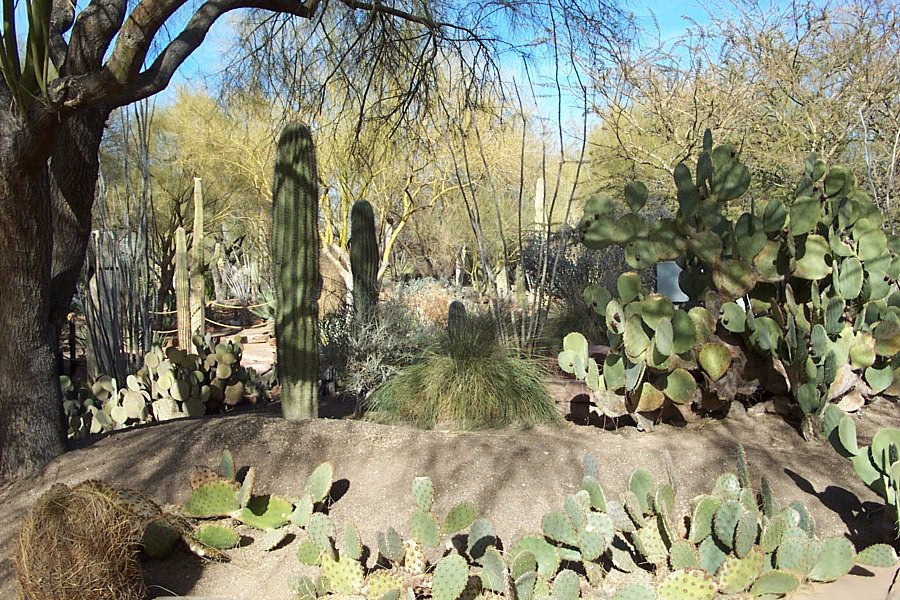
The Ethel M Botanical Cactus Gardens

El Jardín Botánico de Cactus Ethel M. ( en inglés : Ethel M Botanical Cactus Gardens) es un jardín botánico especializado en plantas xéricas de 3 acres (1.2 hectáreas) de propiedad privada de la firma Ethel M Chocolate Factory, que se encuentra en Henderson, Nevada.

## Localización
Se ubica en Ethel M Chocolate Factory, 2 Cactus Garden Drive, Henderson, Nevada 89002 United States of America-Estados Unidos. 
El jardín botánico se encuentra en la misma factoría, están abiertos al público en general y no se cobra ninguna tarifa de entrada. 

## Colección
El jardín contiene más de 350 diferentes especies de cactus y  suculentas, que conforman una de las mayores colecciones de los Estados Unidos. Más de la mitad son nativas del suroeste de los Estados Unidos; el resto proceden de Australia y Suramérica. Son dignos de mención:
- El saguaro gigante (Carnegiea gigantea)
- Ocotillo (Fouquieria splendens)
- Chumberas y chollas (Opuntia):
  - Beavertail Cactus (Opuntia basilaris)
  - Cholla del oso Teddy (Opuntia bigelovii)
- Cactus capa de obispo (Astrophytum myriostigma)
- Cactus puercospín (Echinocereus)
- Cactus barril brújula
- Fish hook barrels o biznaga de agua (Echinocactus wislizenii)
- Red barrels cactus (Ferocactus pilosus)
- Mesquite (Prosopsis chilensis)
- Twisted Acacia, ó Huizache Chino (Acacia schaffneri)
- Mimbre del desierto (Chilopsis linearis)

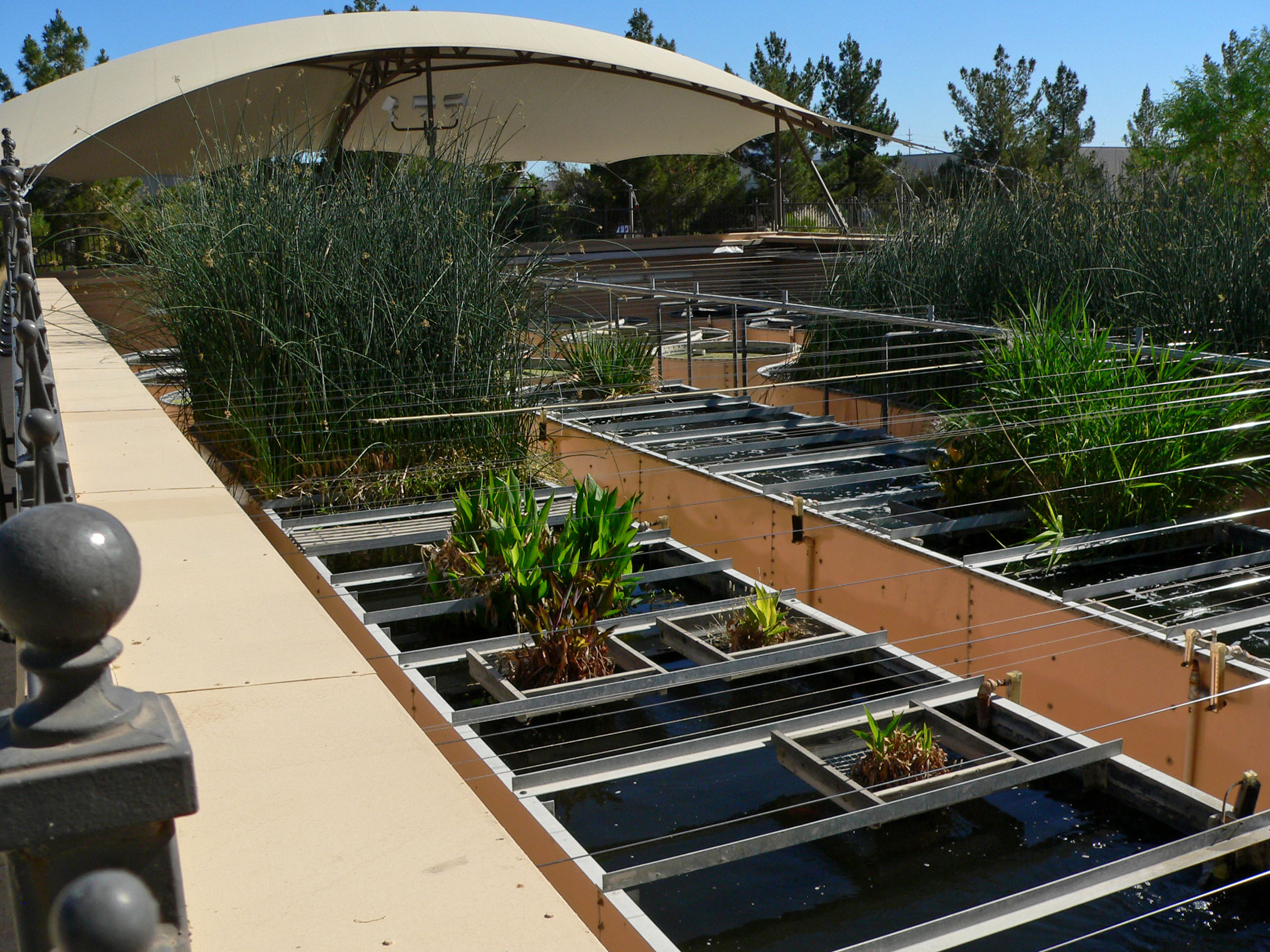
La "Máquina Viviente" del Jardín Botánico Ethel M.

## Equipamiento
El jardín botánico de Cactus también incluye a una denominada "Living Machine" ("Máquina Viviente"), este nombre es que se da a una instalación de tratamiento de aguas residuales. Usando bacterias, algas, protozoos, caracoles y peces, la instalación recicla el 100 por ciento de las  aguas residuales de la factoría de chocolates sin el uso de ningún producto químico. El agua se recicla para el uso en el abastecimiento de agua para los jardines. Las charcas de la instalación de las aguas residuales atraen muchos de los pájaros que habitan los jardines.   